# 沃羅布利亞欽
50°7′46″N 23°27′50″E / 50.12944°N 23.46389°E
沃羅布利亞欽（烏克蘭語：Вороблячин），是烏克蘭的村落，位於該國西部利沃夫州，由亞沃里夫區負責管轄，始建於1288年，面積1.46平方公里，海拔高度312米，2001年人口601。